# Walerija Romanowna Pogrebnjak
Walerija Romanowna Pogrebnjak (russisch Валерия Романовна Погребняк; englische Schreibweise Valeriya Pogrebnyak; * 25. August 1998) ist eine ehemalige russische Tennisspielerin.

## Karriere
Pogrebnjak begann mit fünf Jahren das Tennisspielen und bevorzugt Hartplätze. Sie spielte vor allem bei Turnieren der ITF Women’s World Tennis Tour, wo sie einen Titel im Doppel gewinnen konnte.

## Turniersiege

### Doppel
| Nr. | Datum          | Turnier   | Kategorie   | Belag | Partnerin        | Finalgegnerinnen                | Ergebnis         |
| --- | -------------- | --------- | ----------- | ----- | ---------------- | ------------------------------- | ---------------- |
| 1.  | 14. April 2018 | Schymkent | ITF $15.000 | Sand  | Darja Kruschkowa | Kyra Shroff Pranjala Yadlapalli | 6:3, 5:7, [10:5] |